# Schijf van Phaistos

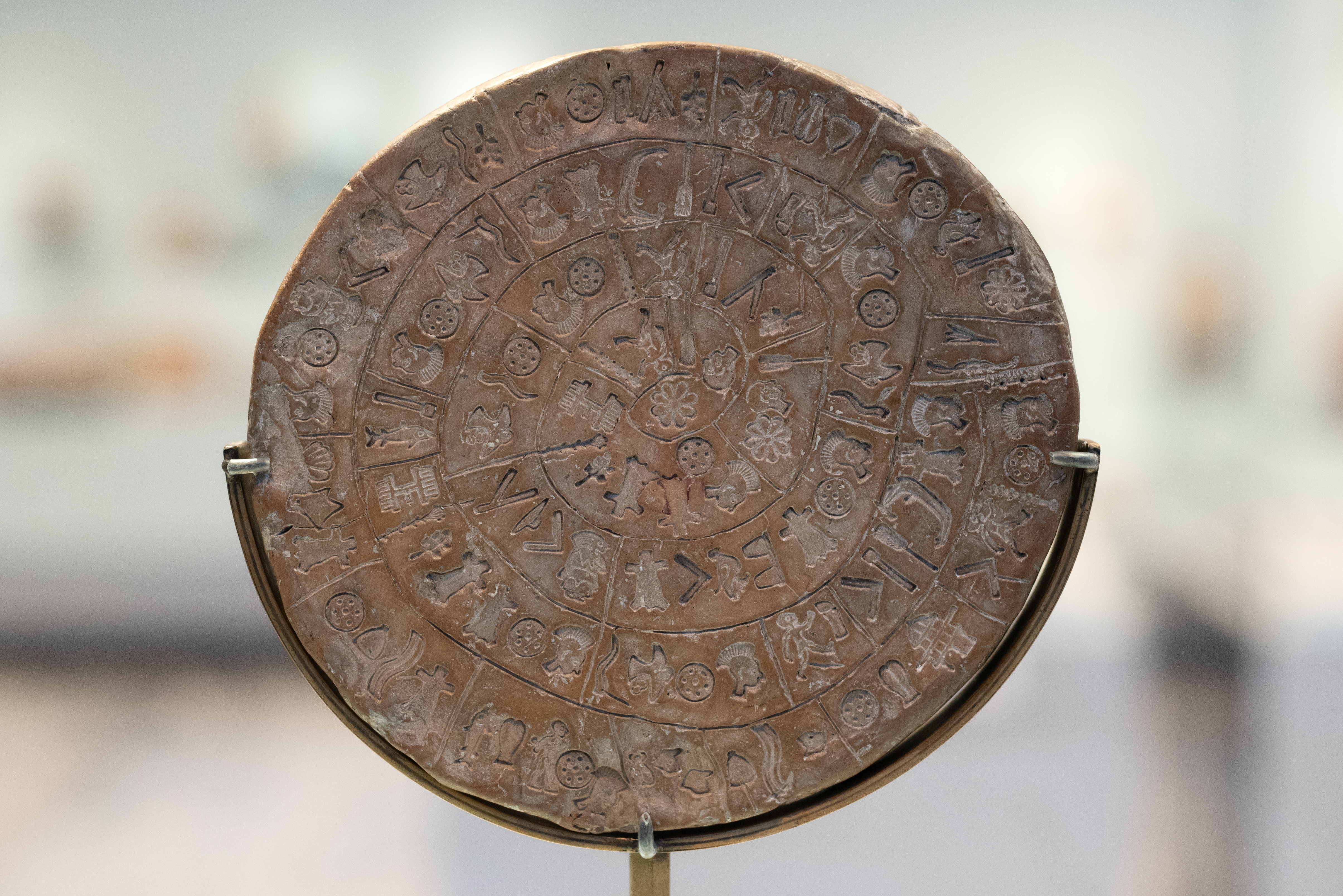
Kant A van het origineel

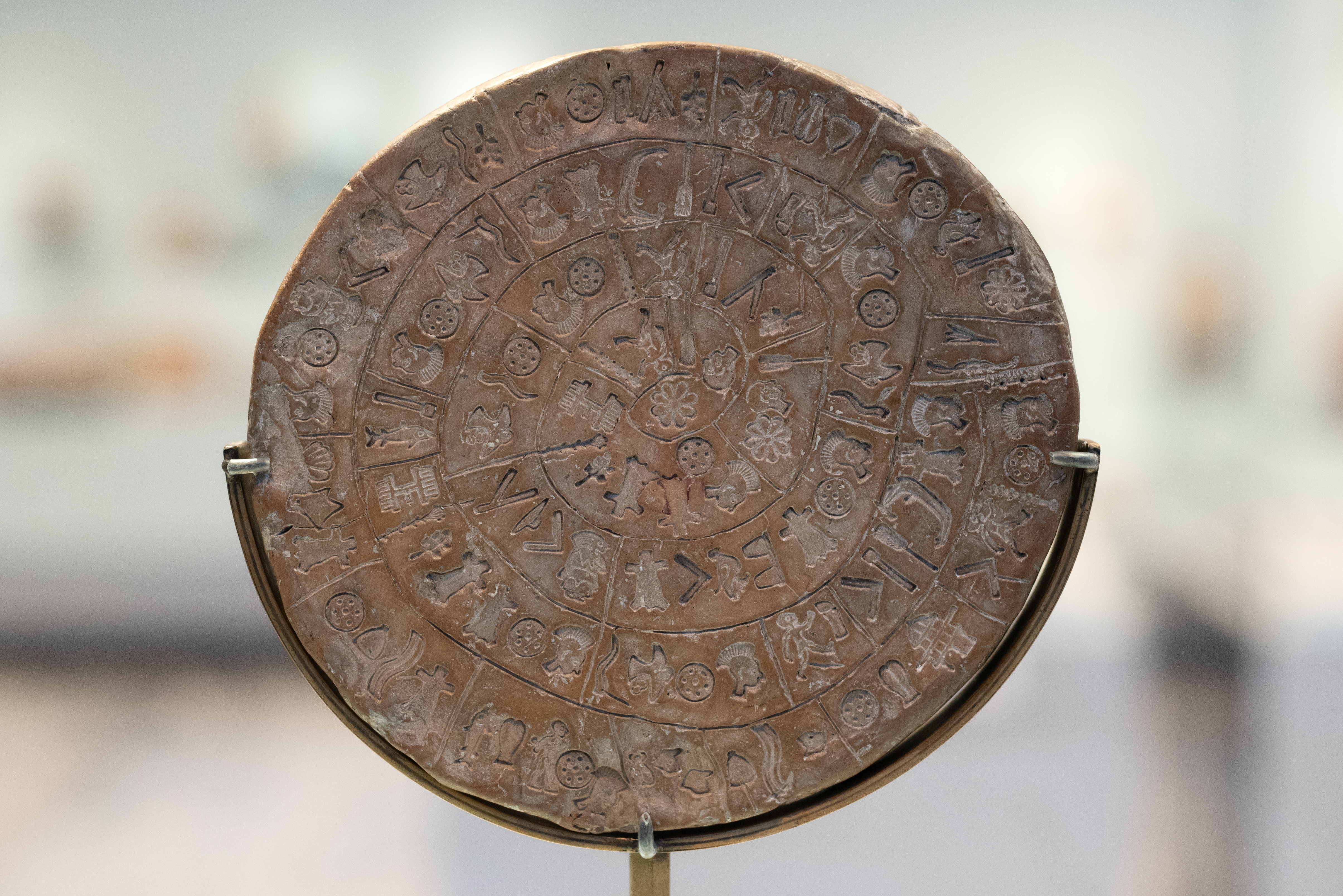
Kant B

De schijf van Phaistos, ook wel bekend als discus van Phaestus (Grieks: Δίσκος της Φαιστού), is een (vermeende) archeologische vondst die op het Griekse eiland Kreta is gedaan door Luigi Pernier in 1908. Volgens Pernier zou de schijf van klei uit een hogere verdieping van een paleis in de bodem terecht gekomen zijn na een aardbeving. Door gebrek aan schade wordt dit betwist. Ook was er geen erkende archeoloog op het tijdstip van ontdekking van de vondst aanwezig.

## Beschrijving
De schijf heeft een diameter van ongeveer 16 centimeter en is ongeveer 16-19 millimeter dik. Het tablet is van aardewerk, waarop aan beide zijden in een spiraalvorm met stempeltjes pictogrammen zijn ingedrukt die mogelijk een alfabet vormen.
De herkomst is onzeker: misschien Klein-Azië, een gissing van de archeoloog Arthur John Evans, of misschien Kreta zelf, hoewel op een paar voorwerpen na de meeste Kretenzische kunst in symboliek en stijl nogal afwijkt. Het teken van de 'mannenkop met hoofdtooi (van veren of riet?)' is wel vergeleken met de Egyptische afbeeldingen van dergelijk getooide Filistijnse krijgers die oorspronkelijk uit Klein-Azië schijnen te zijn gekomen.
De schijf, in 1908 gevonden op de Minoïsche site Phaestus (op Kreta), wordt aan de hand van de archeologische context gedateerd op ongeveer 1700 tot 1600 v.Chr. Momenteel wordt het voorwerp bewaard in het Archeologisch Museum te Iraklion.

## Onontcijferd schrift
Er is veel gespeculeerd over de taal waarin de schijf is beschreven en over de inhoud van de tekst, maar weinig hierover is zeker. Doordat de tekst kort is, is het moeilijk bij de ontcijfering statistische methodes te gebruiken. Zolang wat er op de schijf staat niet is ontcijferd, is het zelfs niet eens helemaal zeker dat het om een tekst in een natuurlijke taal gaat. Een zekere Peter Aleff heeft zelfs een boek laten verschijnen waarin hij beweert dat het gaat om een bord voor een spel verwant aan het – uit de bronstijd inderdaad bekende – senet en een voorloper van ganzenbord.
John Chadwick noemde de schijf “het eerste document in machineschrift ter wereld” omdat het schrift werd vervaardigd door een reeks reliëfstempels (per teken een stempel) in natte klei te drukken. De maker van de stempels moet van plan zijn geweest meer documenten met deze stempels op te stellen.
Hoewel de schijf afkomstig lijkt uit een gedocumenteerde opgraving, valt niet uit te sluiten dat het gaat om een vervalsing. De uniciteit van het object kan verdacht zijn. De Amerikaanse kunsthandelaar dr. Jerome M.Eisenberger ondersteunt die mening. De tekenaar Gillieron, die werkte in opdracht van Luigi Pernier en van archeoloog Evans, staat erom bekend niet alleen goede duplicaten van archeologische voorwerpen te hebben vervaardigd, wat een zeer lucratieve bezigheid was, maar hij wordt er samen met een zoon ook ernstig van verdacht bewezen vervalsingen in omloop te hebben gebracht, waaronder twee ivoren 'Minoische' vrouwenbeeldjes. Omdat opdrachtgever Pernier tevens inspecteur van een museum te Florence is geweest waar de met rondlopend Etruskisch schrift voorziene Schijf van Magliano zich bevindt, zou Pernier zijn inspiratie voor een eventuele vervalsing m.b.t. tot de Schijf  van Phaistos daarvandaan kunnen hebben. Tegen die theorie pleit echter sterk dat onder meer enige tekens op de Schijf van Phaistos overeen lijken te komen met die ingegrift op een later in gecontroleerde archeologische context gevonden bronzen bijltje uit dezelfde periode, m.a.w. het ingestempelde schrift kan wel degelijk historisch  zijn. 
Een thermoluminescentiedatering, die uitsluitsel zou kunnen geven, heeft tot op heden niet plaatsgevonden. De directie van het archeologisch museum van Iraklion/Herakleion heeft tot nu toe geweigerd mee te werken aan natuurwetenschappelijk onderzoek van het materiaal  van de schijf dat de ouderdom van het object definitief zou kunnen vaststellen. De schijf trekt er dan ook duizenden bezoekers. 
|  |  |

## Analyse van het schrift
Het schrift is vermoedelijk een lettergreepalfabet, gezien het vrij grote aantal tekens (45). Statistisch gezien is het waarschijnlijk dat in een zo korte tekst, 241 of 242 karakters, nog een dozijn andere tekens niet vertegenwoordigd is. De tekst loopt van buiten naar binnen en lijkt verdeeld te zijn in 30 woorden aan de ene kant en 31 aan de andere. Bij de fabricage is er door de maker op één punt een correctie aangebracht. De lijst van tekens is de volgende, inclusief frequentie:
| Nr. | Glief | Beschrijving door Evans | Aantal | Opmerkingen                                                           |
| --- | ----- | ----------------------- | ------ | --------------------------------------------------------------------- |
| 01  | 01    | "voetganger"            | 11     |                                                                       |
| 02  | 02    | "bevederd hoofd"        | 19     | meest voorkomende symbool, altijd bij het begin van een woord         |
| 03  | 03    | "getatoeëerd hoofd"     | 2      |                                                                       |
| 04  | 04    | "gevangene"             | 1      |                                                                       |
| 05  | 05    | "kind"                  | 1      |                                                                       |
| 06  | 06    | "vrouw"                 | 4      |                                                                       |
| 07  | 07    | "helm"                  | 18     |                                                                       |
| 08  | 08    | "pantservuist"          | 5      |                                                                       |
| 09  | 09    | "tiara"                 | 2      |                                                                       |
| 10  | 10    | "pijl"                  | 4      | alleen op kant A                                                      |
| 11  | 11    | "boog"                  | 1      |                                                                       |
| 12  | 12    | "schild"                | 17     | 12 keer in groep 02-12; vergeleken met Lineair B qe and Luwisch TURPI |
| 13  | 13    | "knuppel"               | 6      |                                                                       |
| 14  | 14    | "kluisters"             | 2      |                                                                       |
| 15  | 15    | "haak"                  | 1      |                                                                       |
| 16  | 16    | "zaag"                  | 2      |                                                                       |
| 17  | 17    | "deksel"                | 1      |                                                                       |
| 18  | 18    | "boemerang"             | 12     | vergeleken met Lineair A/B 37, Linear B ti                            |
| 19  | 19    | "winkelhaak"            | 3      | alleen op kant A; vergeleken met Lineair B sa                         |
| 20  | 20    | "dolium"                | 2      |                                                                       |
| 21  | 21    | "kam"                   | 2      |                                                                       |
| 22  | 22    | "slinger"               | 5      | alleen op kant B                                                      |
| 23  | 23    | "zuil"                  | 11     | vergeleken met Lineair A/B 05 of Lineair A/B 06, Linear B to of na    |
| 24  | 24    | "bijenkorf"             | 6      | vergeleken met Lineair B wa                                           |
| 25  | 25    | "schip"                 | 7      |                                                                       |
| 26  | 26    | "hoorn"                 | 6      |                                                                       |
| 27  | 27    | "runderhuid"            | 15     |                                                                       |
| 28  | 28    | "stierenpoot"           | 2      |                                                                       |
| 29  | 29    | "kat"                   | 11     |                                                                       |
| 30  | 30    | "ram"                   | 1      |                                                                       |
| 31  | 31    | "adelaar"               | 5      | alleen op kant A                                                      |
| 32  | 32    | "duif"                  | 3      |                                                                       |
| 33  | 33    | "tonijn"                | 6      |                                                                       |
| 34  | 34    | "bij"                   | 3      |                                                                       |
| 35  | 35    | "plataan"               | 11     | vergeleken met Lineair B te                                           |
| 36  | 36    | "wingerd"               | 4      | alleen op kant B; vergeleken met Lineair B ni (vijgeboom)             |
| 37  | 37    | "papyrus"               | 4      |                                                                       |
| 38  | 38    | "rosette"               | 4      |                                                                       |
| 39  | 39    | "lelie"                 | 4      |                                                                       |
| 40  | 40    | "ossenrug"              | 6      |                                                                       |
| 41  | 41    | "fluit"                 | 2      |                                                                       |
| 42  | 42    | "rasp"                  | 1      |                                                                       |
| 43  | 43    | "zeef"                  | 1      | vergeleken met Lineair B ta2                                          |
| 44  | 44    | "bijltje"               | 1      |                                                                       |
| 45  | 45    | "golf"                  | 6      | vergeleken met Lineair B ra2                                          |

### Tekst
| (A1)  | (A2)  | (A3)  | (A4)     |
| (A5)  | (A6)  | (A7)  | (A8) [.] |
| (A9)  | (A10) | (A11) | (A12)    |
| (A13) | (A14) | (A15) | (A16)    |
| (A17) | (A18) | (A19) | (A20)    |
| (A21) | (A22) | (A23) | (A24)    |
| (A25) | (A26) | (A27) | (A28)    |
| (A29) | (A30) | (A31) |          |
| (B1)  | (B2)  | (B3)  | (B4)     |
| (B5)  | (B6)  | (B7)  | (B8)     |
| (B9)  | (B10) | (B11) | (B12)    |
| (B13) | (B14) | (B15) | (B16)    |
| (B17) | (B18) | (B19) | (B20)    |
| (B21) | (B22) | (B23) | (B24)    |
| (B25) | (B26) | (B27) | (B28)    |
| (B29) | (B30) |       |          |

## Ontcijfering
Er zijn talloze pogingen gedaan het schrift te ontcijferen. Vaak door leken, die meestal de typische beginnersfout maken de tekst te willen lezen als een reeks logogrammen, maar ook linguïsten van naam hebben hun reputatie op het spel gezet door een poging te wagen. 
Steven Roger Fischer ging er in de jaren tachtig van uit dat de taal Grieks is en door vergelijking met twee van de andere Kretenzische schriften, Lineair A en Lineair B, meende hij tot een doorbraak gekomen te zijn. Het zou om een 'oproep tot de strijd gaan om een invasie af te slaan'. Hoewel zijn interpretatie bijval kreeg van het publiek, waren zijn collegae eensgezind in hun afwijzing. 
De op Kreta verblijvende Britse taalkundige Gareth Alan Owens ziet recentelijk eveneens klankovereenkomsten met het Minoische, syllabische Lineair B-schrift. Hij meent o.m. de woorden iqu 'godin' en kurja 'zwangere' die zouden refereren aan de godin Astarte, te kunnen ontcijferen.. Owens beschouwt de tekst op de 'schijf van Phaistos als 'hymne' of 'gebed'. 
In de 21e eeuw is Achterberg ervan uitgegaan dat de taal Luwisch was en het een landakte betrof. De Amsterdamse Alverna Research Groep rond Jan Best publiceerde eveneens een dergelijke reconstructie in het Luwisch waarin o.m. grondverdeling en de eigennaam Nestor zou voorkomen.
Het grote probleem met iedere poging ligt hem erin dat de tekst zo kort is dat er te veel mogelijke oplossingen zijn. Er kan daardoor niet getoetst worden of een ervan de juiste is. Zolang er niet meer gelijkaardige  teksten gevonden worden, lijkt het ontcijferen daardoor principieel onmogelijk.

## Trivia
- Onno Quist bestudeert in Harry Mulisch' De ontdekking van de hemel deze schijf.
- De schijf werd nagemaakt en gebruikt voor de Nederlandse televisieserie Bassie & Adriaan: De Verzonken Stad.
- De schijf speelt een rol in het stripverhaal Knokken in Knossos uit de reeks van Suske en Wiske.